# Suite italienne (roman)
Pour les articles homonymes, voir Suite italienne.
Suite italienne  est un roman historique de Juliette Benzoni paru en 2005 aux éditions Bartillat.

## Histoire
Cette suite italienne se compose de tableaux où brillent les grands personnages de la Renaissance. À chaque famille correspond une cité au vaste rayonnement : Rome sous le fouet de César Borgia, Florence soumise à Laurent de Médicis, Ferrare et ses duchesses rebelles, Venise et sa sorcière, Milan et dernier bal de Béatrice d'Este...